# Cue bid
Cue bid (lub cue-bid potocznie spotyka się także q-bid) w licytacji brydżowej  to:
- forsująca odzywka, która pokazuje zainteresowanie grą premiowaną (szlemem, szlemikiem) oraz obiecuje zatrzymanie I lub II klasy – asa lub króla (cue bid honorowy) lub singletona lub renons (cue-bid krótkościowy, odmianą cue bidu krótkościowego jest Splinter). Cue-bid nazywamy ekonomicznym, jeżeli jest on zalicytowany poniżej końcówki w uzgodnionym kolorze.
- zgłoszenie koloru przeciwnika, w zależności od ustaleń może pytać o zatrzymanie, pokazywać je lub obiecywać fit w kolorze partnera, specjalnym przypadkiem takiego cue bidu jest Cue bid Michaelsa.